# Азери Прес
Азери Прес (на азербайджански: Azəri Press Agentliyi, APA, с абревиатура: АПА) е информационна агенция в Азербайджан, основана е през 2004 г. Агенцията разполага с офиси във всички региони на Азербайджан, както и в Турция, Русия, Иран, Грузия и Великобритания. Емисиите новини са на азербайджански, английски, персийски и руски. Като цяло отразява събития в Азербайджан и Южен Кавказ, както и големи международни събития. Водещи проправителствени и опозиционни издания на Азербайджан и азербайджанската диаспора са абонирани за информационния канал на агенцията. Нейното седалище е разположено на ул. „Наджафгулу Рафиев“ 11/45 в Баку.

## История
Регистрирана е на 8 януари 2004 г. от Министерството на правосъдието на Азербайджан и започва работа на 16 ноември 2004 г. Основател на агенцията и генерален директор на компанията „АПА груп“ (която притежава агенцията и свързаните с нея проекти) е Вусаля Маиргизи.
През август 2018 г. уебсайтът на агенцията е деактивиран поради неправилно цитирано изявление на азербайджанския президент Илхам Алиев и агенцията временно прекратява работа. През юни 2019 г. агенцията възобновява своята дейност.